# Donald Erb
Donald Erb (Youngstown, Ohio,17 de enero de 1927 – Cleveland Heights (Ohio), 12 de agosto de 2008) fue un compositor estadounidense conocido por grandes obras orquestales como el Concierto para metales y orquesta y Ritual Observances.

## Biografía
Erb se graduó en el Lakewood High School, en un suburbio de Cleveland. Se ganó la reputación como trompetista en un local de baile. Después de una temporada en la Armada de los Estados Unidos en la Segunda Guerra Mundial, continuó su carrera como trompetista de jazz y se matriculó en la Universidad Estatal de Kent, donde obtuvo una licenciatura en música en 1950. Tres años después, consiguió el Master de Música en el Instituto de Música de Cleveland. En 1964, Erb se doctoró en música en la Universidad de Indiana Bloomington, donde estudió con Bernhard Heiden.

## Honores y premios
A lo largo de su carrera, Erb ganó diferentes reconocimientos. En 1992, recibió el Premio Rome y fue compositor residente de la Orquesta Sinfónica de St. Louis. Fue Profesor Distinguido de Composición, Emérito, en el Instituto de Música de Cleveland. Ha recibido subvenciones y becas de las fundaciones Rockefeller, Guggenheim, Ford, Fromm y Koussevitzky.

## Obras seleccionadas
- 1966 Concerto para solo percusionista
- 1964 Symphony of Overtures
- 1965 Phantasma para cuatro músicos
- 1966 Diversion For Two (other than sex) para trompeta y percusión
- 1966 Trio de cuerda para volín, guitarra eléctrica y violonchelo
- 1967 Reconnaissance para instrumentos y sonidos electrónicos
- 1968 In No Strange Land para instrumentos y sonidos electrónicos
- 1969 The Seventh Trumpet para orquesta
- 1983 "Prismatic Variations" para orquesta
- 1986 Concerto for Brass and Orchestra
- 1994 Changes
- 1994 Remembrances
- 1994 Sonata para solo de violín
- 1995 Sunlit Peaks and Dark Valleys
- 1995 Sonata para harpa solista
- "Autumn Music for Orchestra"
- "Christmas Music for Orchestra"
- "Harold's Trip to the Sky" para Viola, piano y percusión
- "Klangfarbenfunk I & II" para grupo de jazz y orquesta
- "Percussion Concerto" para percusión y orquesta
- "The Hawk" para jazz group
- "The Treasures of the Snow" para electrónicos y orquesta
- "Trombone Concerto"
- "2 Milosci do Warszawy" para piano, clarinete, violonchelo, trombón y sonidos eléctricos
- String Quartet N. 1
- String Quartet N. 2
- String Quartet N. 3
- "Music for Mother Bear" para flauta solista
- "Evensong" para orquesta